# Palazzo Corsini Suarez

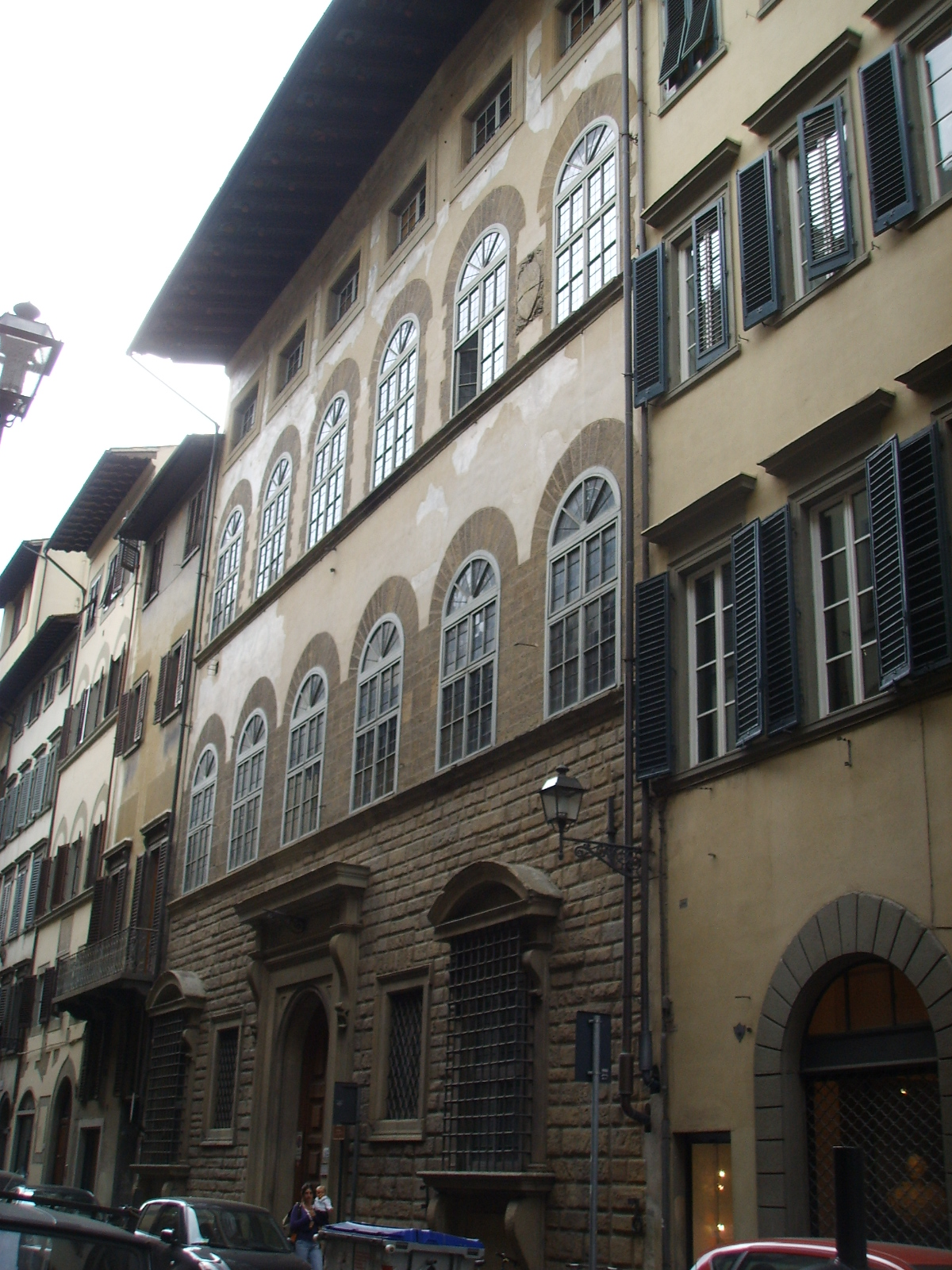
A fachada do Palazzo Corsini Suarez.

O Palazzo Corsini-Suarez, ou Palazzo della Commenda, é um palácio de Florença situado no nº 42 da Via Maggio, pouco distante da Piazza San Felice, no bairro de Oltrarno.

## História e arquitetura

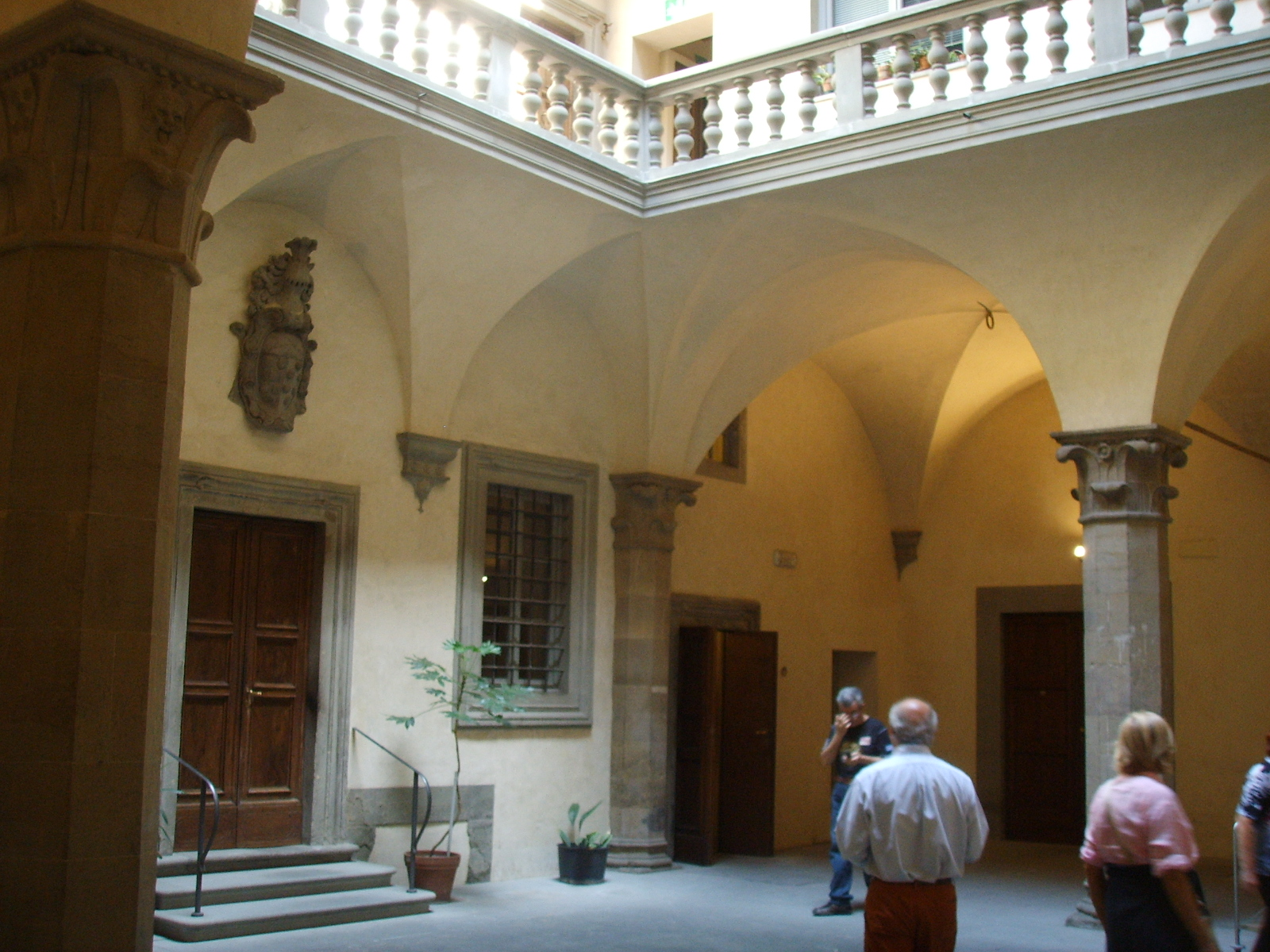
O pátio do Palazzo Corsini Suarez.

O palácio foi a residência da família Corsini depois do Palazzo Antinori Corsini no Borgo Santa Croce. Foi erguido no final do século XIV após de se terem abatido algumas casas incendiadas durante o Tumulto dos Ciompi, em 1378. Pensa-se que o santo Andrea Corsini terá nascido numa destas casas em 1301. Os trabalhos foram promovidos por Filippo Corsini, seis vezes gonfaloniere di giustizia; diversas fontes transmitem como no interior foram fundidos três edifícios, enquanto no exterior foi criada uma fachada unitária. Assim, datam do início do século XV, pelo menos, a primeira e segunda ordem de janelas, além do brasão Corsini na fachada. No pátio encontram-se os restos duma cabeça canina efrescada, que remontam, provavelmente, à primeira época dos Corsini.
Aquando da morte de Filippo, o palácio passou para o seu filho Gherardo e foi, posteriormente, transmitido por via hereditária até 1559, quando se extinguiu o ramo da família.
Depois de algumas mudanças de proprietários, o edifício foi adquirido, em 1590, pelo nobre espanhol - nascido em Segóvia - Baldassarre Suarez de la Concha, que aqui estabeleceu a sede da Commenda, pelo que o palácio também adquiriu a nova denominação.
Suarez, depois de ter adquirido alguns edifícios contíguos para engrandecer o seu palácio, fê-lo reestruturar por Gherardo Silvani, que acrescentou à fachada o grande portal e as "janelas ajoelhadas" (finestre inginocchiate) no piso térreo. Os trabalhos prolongaram-se até cerca de 1625 e também englobaram o pátio - com os elegantes capitéis esculpidos em pietra serena (com os brasões de Suarez e da Ordem de Santo Stefano), arcos ogivais e abóbadas de aresta - e a parte traseira do palácio, voltada para o Borgo Tegolaio. Também o terceiro piso remonta a esta intervenção.
No primeiro andar, uma galeria protegida com balaustrada circunda o pátio, vendo-se no alto da varanda do segundo piso um precioso teto em madeira com caixotões com rosetas esculpidas.
Numa recente intervenção de restauro foram descobertas algumas decorações monócromas em grefito que em tempos decoravam a fachada mo primeiro andar, realizadas provavelmente em 1618, por ocasião das bodas do filho de Baldassarre com Maria, uma dama dum ramo secundário dos Médici, como sugerem alguns brasões heráldicos encontrados. 
Depois da extinção dos Suarez, em 1799, e da supressão da ordem de cavalaria, o palácio acabou por se tornar num bem público e hoje pertence à Comuna de Florença. Atualmente hospeda os arquivos novecentistas do Gabinetto Viesseux.

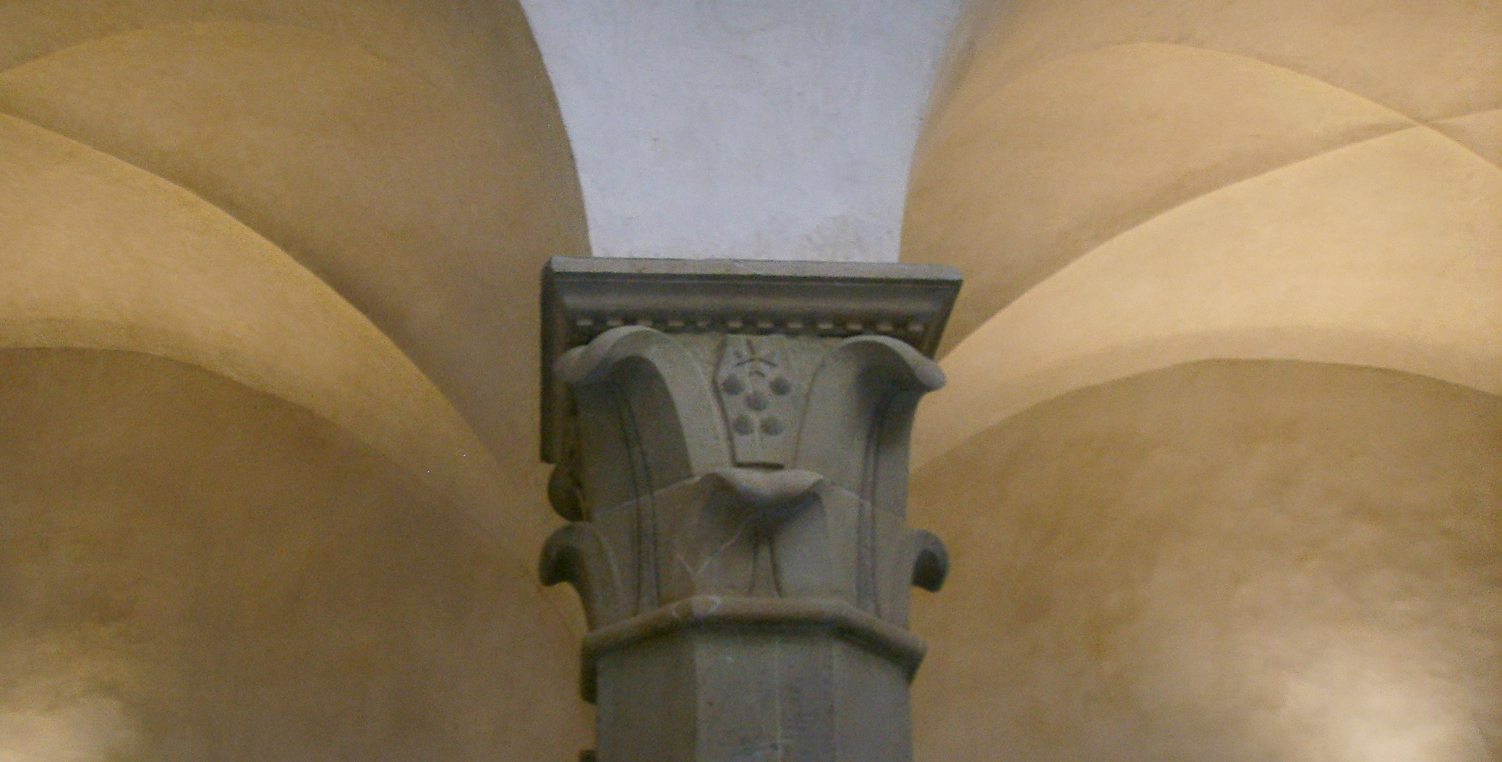
Capitel esculpido
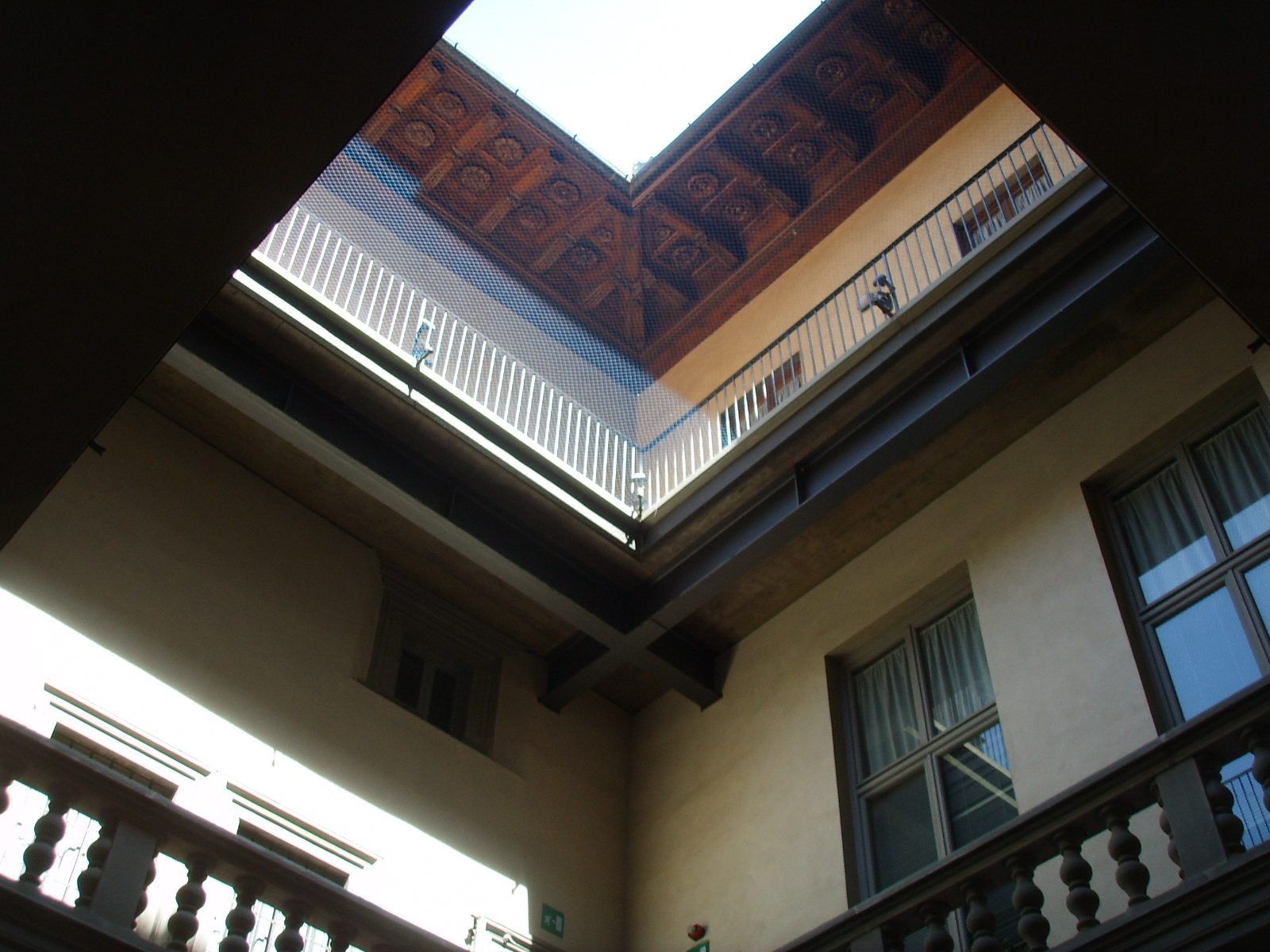
Ordem arquitectónica do pátio
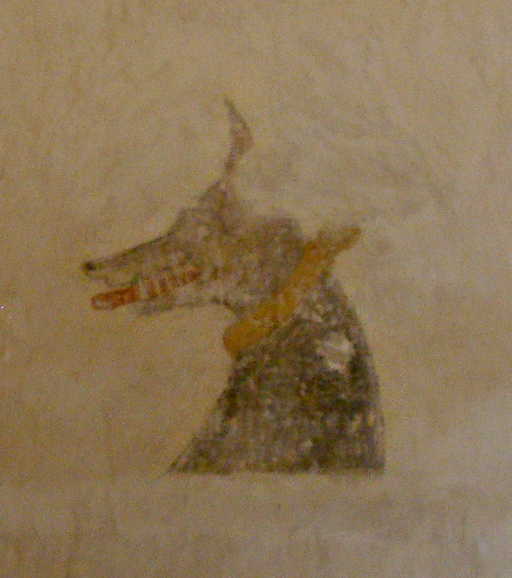
Cabeça canina afrescada no pátio
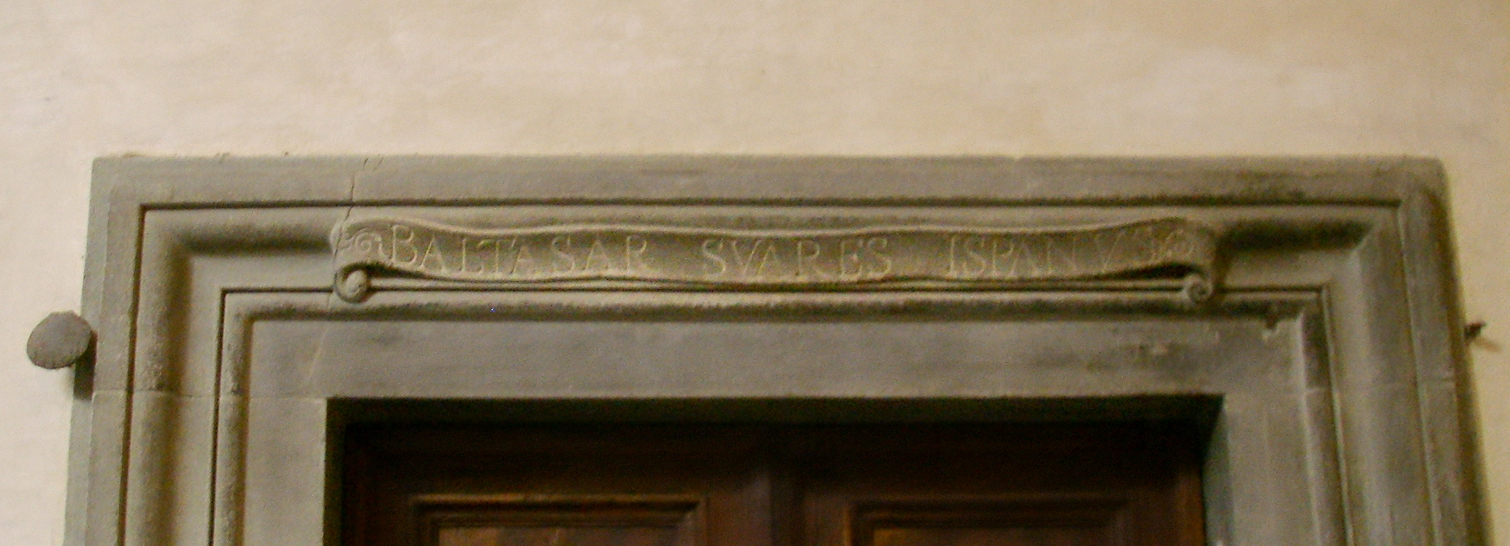
O nome de Baldassarre Suarez de la Concha esculpido na arquitrave dum portal do palácio